# Élisabeth d'Angleterre (1282-1316)
Pour les articles homonymes, voir Élisabeth d'Angleterre.
Titres
Comtesse de Hollande
18 janvier 1297 – 10 novembre 1299
(2 ans, 9 mois et 23 jours)
Comtesse de Hereford et d'Essex
14 novembre 1302 – 5 mai 1316
(13 ans, 5 mois et 21 jours)
Élisabeth d'Angleterre (née le 7 août 1282 à Rhuddlan, dans le Denbighshire, et morte le 5 mai 1316 à Quendon, dans l'Essex), aussi appelée Élisabeth de Rhuddlan, est une princesse anglaise, fille du roi Édouard Ier d'Angleterre et d'Éléonore de Castille. Fiancée dès son plus jeune âge avec Jean Ier de Hollande, elle l'épouse en 1297 et part vivre à ses côtés. Veuve après deux ans de mariage, elle retourne en Angleterre où son père la remarie en 1302 avec le magnat Humphrey de Bohun, 4e comte de Hereford et 3e comte d'Essex.
Au cours de son existence, Élisabeth maintient une relation très étroite avec son frère cadet Édouard II. Ainsi, Élisabeth n'hésite pas à intercéder en faveur de son turbulent frère au cours de ses nombreuses querelles avec leur père Édouard Ier. Si, après son avènement, son époux Humphrey de Bohun s'oppose à plusieurs décisions prises par Édouard, la relation d'Élisabeth avec son frère n'en est en revanche pas affectée. Élisabeth meurt en couches en 1316, après avoir donné à son second époux une dizaine d'enfants.

## Biographie

### Enfance et fiançailles
Élisabeth est la onzième fille d'Édouard Ier d'Angleterre et de sa première épouse Éléonore de Castille, et la cinquième à survivre à la petite enfance après ses sœurs aînées Aliénor, Jeanne, Marguerite et Marie. Elle voit le jour le 7 août 1282 à Rhuddlan, ville située dans le Denbighshire, pendant la campagne de conquête du pays de Galles dirigée par son père. Son prénom est alors peu commun à la fin du XIIIe siècle dans les prénoms donnés aux enfants de la famille royale d'Angleterre. Élisabeth est élevée auprès de son frère cadet Édouard, né à Caernarfon le 25 avril 1284 et avec lequel elle restera très proche. Élisabeth et Édouard passent leur enfance ensemble, partagent le même foyer et les mêmes serviteurs, et voyagent très souvent ensemble. En 1290, alors qu'ils ont respectivement huit et six ans, Élisabeth offre à son frère une coupe en argent.
Dès le mois d'avril 1285, des négociations sont engagées par Édouard Ier avec le comte Florent V de Hollande pour les fiançailles d'Élisabeth avec Jean, le fils de Florent. L'offre est rapidement acceptée et Jean est envoyé en Angleterre pour y être éduqué : il y devient un compagnon de son futur beau-frère Édouard. Après l'assassinat de son père en 1296, Jean se rend dans sa terre natale pour quelques mois afin d'y être reconnu comme comte, avant de retourner en Angleterre début 1297 pour épouser sa fiancée. Le 18 janvier 1297, le mariage est solennellement célébré à Ipswich. Le fait que 35 tailleurs aient travaillé quatre jours et quatre nuits pour confectionner la robe de la mariée suggère que la cérémonie a dû être fastueuse. Élisabeth voit son douaire fixé à 8 000 livres annuelles, tandis que son frère cadet Édouard lui fait présent d'une coupe en or.

### Premier mariage
Dix jours après les noces, Jean retourne en Hollande mais Élisabeth semble alors peu décidée à quitter sa terre natale. Les chroniqueurs rapportent que, mécontent d'une telle obstination, le roi aurait jeté au feu la couronne de sa fille. Heureusement, la couronne d'Élisabeth est récupérée à temps et réparée : un grand rubis et une grande émeraude sont fournis par Adam the Goldsmith pour remplacer les pierres perdues. Élisabeth passe les mois suivants avec son frère Édouard, principalement à Windsor et à Kings Langley, et reçoit la visite de sa sœur Marie en juillet. Elle se rend finalement en Hollande le 23 août 1297, accompagnant son père lors d'une de ses campagnes militaires via Anvers, Malines, Louvain et Bruxelles, avant de terminer son périple à Gand. Cependant, Élisabeth ne quitte son père et ses sœurs aînées Aliénor et Marguerite qu'après la Noël 1297.
On ne dispose d'aucun élément sur la vie conjugale d'Élisabeth et de Jean Ier de Hollande. Tout juste sait-on qu'ils résident tous deux principalement à La Haye. Le 10 novembre 1299, Jean meurt prématurément à Haarlem, à l'âge de quinze ans. Bien qu'il soit mort très probablement de dysenterie, des rumeurs d'empoisonnement circulent dès sa mort. Étant donné son piètre état de santé, il est possible que Jean n'ait jamais consommé son mariage. Quoi qu'il en soit, l'union de Jean et d'Élisabeth reste stérile. Courant 1300, Élisabeth quitte définitivement la Hollande et se rend en Brabant, où elle réside pendant plusieurs mois à la cour de sa sœur Marguerite et de son beau-frère Jean II. Elle retourne peu après en Angleterre, où elle retrouve son père Édouard Ier, et rencontre à Cawood, dans le Yorkshire, sa nouvelle belle-mère Marguerite de France, qui a épouse le roi Édouard l'année précédente et qui vient de donner naissance à son demi-frère Thomas de Brotherton. Du même âge environ que la reine, on ignore si Élisabeth a entretenu avec elle des relations étroites. Élisabeth fait également ses retrouvailles avec son frère Édouard : à la Noël 1300 ou au Nouvel An 1301, elle reçoit de ce dernier comme présent un cheval en oseille.

### Second mariage et mort
Rapidement, Édouard Ier recherche un nouvel époux pour sa fille et arrête son choix sur Humphrey de Bohun, 4e comte de Hereford et 3e comte d'Essex. Le mariage est célébré le 14 novembre 1302 à l'abbaye de Westminster. Avant la cérémonie, Humphrey doit renoncer à ses biens et ses titres, qui lui sont immédiatement restitués conjointement à lui-même et sa nouvelle épouse, une pratique fréquente exigée par Édouard Ier lorsqu'il marie ses filles. Élisabeth continue à être en relation avec sa famille après son mariage. Ainsi, elle continue à résider à la cour de son père. En outre, la correspondance de son frère Édouard en 1304 et 1305 montre qu'il écrit six fois à sa sœur, la qualifiant à plusieurs reprises de « très chère sœur » ou de « belle sœur ». En 1304, Édouard envoie à Élisabeth deux « belles juments » de son haras et leurs poulains. À cette époque, il lui demande de lui envoyer son lévrier femelle blanc pour l'accoupler avec son lévrier mâle, car « nous souhaitons vivement avoir des chiots ». Le 4 août 1305, Édouard écrit à sa sœur pour lui demander de persuader leur belle-mère Marguerite de France d'intercéder auprès du roi en la faveur de ses compagnons Pierre Gaveston et Gilbert de Clare, dont le trésorier Walter Langton a ordonné la réduction des dépenses.
Les informations concernant Élisabeth diminuent après son second mariage. Pourtant, on sait que son mariage avec Humphrey de Bohun se révèle très fructueux, puisque le couple a dix enfants entre 1303 et 1316, dont six fils. Le 7 février 1308, elle accueille avec plusieurs seigneurs et prélats à Douvres son frère Édouard II et sa nouvelle épouse Isabelle de France, qu'il vient d'épouser à Boulogne. Élisabeth assiste vraisemblablement à leur couronnement quelques semaines plus tard. Par la suite, on sait que son époux Humphrey participe à la fronde baronniale sous le règne de son frère : il soutient les Ordonnances de 1311 qui restreignent le pouvoir royal et participe à la mise à mort du favori royal Pierre Gaveston en 1312. Après sa capture à la bataille de Bannockburn en 1314, Humphrey est rançonné par son beau-frère, sans doute grâce à l'intercession en sa faveur de son épouse Élisabeth. Édouard II reste malgré le comportement d'Humphrey proche de sa sœur : en juillet 1315, il réclame à Guillaume III de Hollande le paiement du douaire d'Élisabeth. À la Noël 1315, alors enceinte, Élisabeth reçoit la visite de la reine Isabelle. Elle meurt quelques mois plus tard, le 5 mai 1316, après avoir donné naissance à sa dernière fille Isabelle, et est inhumée dans l'église de Waltham Abbey, dans l'Essex.

## Descendance
De son second mariage avec Humphrey de Bohun, Élisabeth a dix enfants :
- Marguerite de Bohun (septembre 1303 – av. 1er février 1304)[7] ;
- Éléonore de Bohun (17 octobre 1304 – 7 octobre 1363), épouse d'abord James Butler, 1er comte d'Ormond, puis Thomas Dagworth[8] ;
- Humphrey de Bohun (v. 20 octobre 1305 – 28 octobre 1305)[7] ;
- John de Bohun (23 novembre 1306 – 20 janvier 1336), 5e comte de Hereford, épouse d'abord Alice FitzAlan, puis Margaret Basset ;
- Humphrey de Bohun (6 décembre 1309 – 15 octobre 1361), 6e comte de Hereford ;
- Marguerite de Bohun (3 avril 1311 – 16 décembre 1391), épouse Hugues de Courtenay, 10e comte de Devon ;
- Guillaume de Bohun (v. 1312 – 16 septembre 1360), 1er comte de Northampton, épouse Élisabeth de Badlesmere ;
- Édouard de Bohun (v. 1312 – 10 septembre 1334), épouse Margaret de Ros ;
- Énéas de Bohun (v. 1314 – av. 20 septembre 1331) ;
- Isabelle de Bohun (5 mai 1316 – v. 5 mai 1316).